# Новаки (Ровненская область)
Новаки (укр. Новаки) — село в Каноничской сельской общине Варашского района Ровненской области Украины.
До 2020 года входило во Владимирецкий район.
Население по переписи 2001 года составляло 623 человека. Почтовый индекс — 34334. Телефонный код — 3634. Код КОАТУУ — 5620887101.